# ݺ
Yāʾ bari petit chiffre deux suscrit ‹ ݺ › est une lettre additionnelle de l’alphabet arabe utilisée dans l’écriture du bourouchaski. Elle est composée d’un yāʾ bari ‹ ے › diacrité d’un petit deux ‹ ۲ › suscrit et, contrairement à celui-ci, elle a des formes initiale et médiane avec deux points souscrits (identiques aux formes initiale et médiane de yāʾ farsi petit chiffre deux suscrit).

## Utilisation
En bourouchaski, ‹ ݺ › représente une voyelle mi-fermée antérieure non arrondie [e] portant généralement l’accent tonique.